# 民雄鄉
民雄鄉，舊稱「打貓」，位於臺灣嘉義縣中心，南隔牛稠溪與嘉義市連接，為嘉義都會區的衛星城市。全境面積約為85.4969平方公里，人口約有7.0萬人，人口密度每平方公里約818人，是嘉義縣人口最多、人口密度最高的行政區，亦為臺灣人口第三大鄉。
民雄鄉早期為隸屬平埔族的洪雅族打貓社人的活動場域，隨著明鄭時期實行屯田政策，清代前期大量移民陸續入墾，開發甚早。戰後1970年代起因有民雄、頭橋工業區與中正大學的設立，大量商業與服務業機能進駐，使其市街區域擴大，是嘉義縣工業與教育業最為集中的地區，且大專院校數量為嘉義縣之最。

## 歷史
民雄鄉舊稱「打」，源自洪雅族平埔族中樞社名，打貓一詞由來有兩派說法。其一為打猫派，臺語漢字裡頭犬字邊的「猫（bâ）」是台灣山區常見的靈貓科動物，台語稱為「果子猫（kué-tsí-bâ）」，即華語的果子貍，這派認為荷蘭文獻1636年即有記載當地的平埔族社名為「Dovaha」:251（担貍社），用臺語音譯為「打猫（Tá-bâ）」。而臺語漢字「猫（bâ）」與日文漢字「／ neko」字形相似，但日文是指貓科動物而非台語「猫」指的靈貓科動物，在日治時期逐漸混同，因而改發為「打貓」（Tá-niau）。其二為打貓派，引用安倍明義《台灣地名研究》的說法，認為過去台語漢字貓、猫並沒有像現今分的這麼清楚，過去識字人口也不多，不太可能因為寫錯字而導致發錯音，且地名應是口耳相傳而非靠寫字，所以認為可能古時候就已經叫「打貓」（Tá-niau），因而推論當初的打貓社名為「Taneaw」。有學者認為，台灣地名的台語「猫（或）」，在清治1870年代轉變為官話「貓」，可能與執行開山撫番政策的駐台官員更動有關。正開始執行開山撫番的1875年，英國駐淡水副領事阿赫伯（Herbert J. Allen）與馬偕、李庥牧師邀約在台灣旅行，以及在廈門經商的英國人柯樂（Arthur Corner）前往台灣旅遊的遊記，各將打貓記載為「Tamao」、「Tarniou」。:177,187:264:551879年《台灣輿圖並說》在輿圖上標示「打猫街」，說略與道里卻描述為「打貓街」。
日治時1898–1904年所調製的《臺灣堡圖》，其上「打猫」的臺灣語假名標為（歷史假名遣音為 Tā-nyō）或「 Tā-nyō」，表示此時臺語已經發為。1920年前設立打猫區，隸屬嘉義廳打猫支廳，管轄打南堡內之打猫街、東勢湖庄、菁埔庄、蕃仔庄、雙援庄、竹仔腳庄、好收庄、崙仔頂庄、頂藔庄、新庄仔庄、田中央庄、江厝庄、牛斗山庄、鴨母坔庄、牛稠溪庄。1920年（大正9年）台灣地方改制，日本官方認為「打猫」地名不雅，在日語中「猫」被視為是「貓」的異體字，所以「打猫」兩字的發音被發為「打貓」的，總督府改以日文漢字近音詞「（日語訓讀 Tami-o）」轉譯，在此設置「民雄庄」，劃歸台南州嘉義郡管轄。
中華民國執政後直接沿用日文漢字「民雄」改以漢語發音，初期改為台南縣嘉義區民雄鄉，1950年（民國39年）改為嘉義縣民雄鄉至今。1953年（民國42年）村里行政區域調整，二十二村分成為二十八村；1978年（民國67年）依村里行政區劃分調整合併實施方案併分為二十六村；1994年（民國83年）興南、雙福調整分村，而成為目前之二十八村。而打貓一詞仍存在當地人口中，依《教育部閩南語常用詞辭典》，今之發音為。

## 地理

### 位置
民雄鄉位於嘉義縣中北部，嘉南平原東北端。北毗大林鎮、溪口鄉，西臨太保市、新港鄉，東鄰竹崎、梅山兩鄉，南隔牛稠溪與嘉義市相接:1。全境地勢平緩，地勢由東向西傾斜:2。

### 水庫
內埔子水庫，又稱為虎頭崁埤或大埤，位於本鄉松山村境內。

### 氣候
民雄鄉的氣候為夏熱冬暖，降雨量集中在夏季。年均溫約為攝氏24度，月均溫最高為7月的28度，最低為1月的16度:2。年平均降雨量約在1,500至1,600毫米之間，全年乾濕兩季分明，雨季為每年4月至9月，當中6月至8月因熱雷雨與颱風雨盛行，降雨量充沛，約佔全年降雨量的九成；乾季為10月至3月，降雨量低於全年的一成:3。

### 人口
根據嘉義縣民雄戶政事務所、嘉義縣政府民政處及內政部戶政司統計，2024年底民雄鄉戶數約2.7萬戶，人口約7.0萬人，人口密度每平方公里約818人，是嘉義縣人口最多、人口密度最高的行政區。鄉內人口最多與最少的村分別是福樂村與東興村，2024年底兩村人口分別為7,830人與525人，其中福樂村也是嘉義縣人口最多的村里：人口密度最高與最低的村分別是金興村與東興村，2024年底兩村人口密度分別為每平方公里10,038人與135人。

## 政治

### 歷任首長
| 任次 | 姓名   | 任期 | 黨籍       | 備註 |
| ---- | ------ | ---- | ---------- | ---- |
| 1    | 何甘棠 | 4年  |            |      |
| 2    | 許水閣 | 4年  |            |      |
| 3    | 劉存養 | 4年  |            |      |
| 4    | 許水閣 | 4年  |            |      |
| 5    | 許水閣 | 4年  |            |      |
| 6    | 陳瓊瑤 | 4年  |            |      |
| 7    | 劉梧桐 | 4年  |            |      |
| 8    | 劉梧桐 | 4年  |            |      |
| 9    | 何明哲 | 4年  |            |      |
| 10   | 劉郁彥 | 4年  |            |      |
| 11   | 張松樹 | 4年  | 中國國民黨 |      |
| 12   | 文生   | 4年  | 中國國民黨 |      |
| 13   | 何宗義 | 4年  | 無黨籍     |      |
| 14   | 何宗義 | 4年  | 民主進步黨 |      |
| 15   | 陳福成 | 4年  | 中國國民黨 |      |
| 16   | 陳福成 | 5年  | 中國國民黨 |      |
| 17   | 何嘉   | 4年  | 民主進步黨 |      |
| 18   | 何嘉   | 4年  | 民主進步黨 |      |
| 19   | 林玲   | 4年  | 中國國民黨 | 現任 |

### 鄉政組織
民雄鄉公所是民雄鄉最高層級的地方行政機關，在中華民國政府架構中為鄉自治的行政機關，同時負責執行縣政府及中央機關委辦事項，民雄鄉的自治監督機關為嘉義縣政府。鄉長由全體鄉民直接選舉產生，任期為四年，可連選連任一次。民雄鄉公所並置鄉政會議，為鄉政最高決策機構，在鄉長之下，設有5課4室等9個內部單位及5個附屬機關。
民雄鄉民代表會是民雄鄉的最高民意機關，代表民雄鄉全體鄉民立法和監察鄉政。鄉民代表由公民直選選出，任期為四年，可連選連任。民雄鄉民代表會共有13位鄉民代表，分別為第一選區4席鄉民代表、第二選區6席鄉民代表、第三選區3席鄉民代表，主席、副主席由13位鄉民代表互選產生。

### 行政區
民雄鄉轄下共有28村，分列如下：
- 東榮村、中樂村、西安村、福權村、寮頂村、頂崙村、東湖村、西昌村、平和村、中和村、菁埔村
- 豐收村、三興村、東興村、雙福村、北斗村、鎮北村、福樂村、大崎村、秀林村、松山村
- 中央村、山中村、文隆村、福興村、金興村、興南村、興中村

### 警政治安
- 嘉義縣警察局民雄分局
- 民雄派出所
- 民興派出所
- 北斗派出所
- 豐收派出所
- 菁埔派出所

## 產業

### 企業總部
- 旺萊山鳳梨文化園區
- 耐斯企業集團
  - 愛之味股份有限公司
  - 台灣第一生化科技股份有限公司
  - 台灣新日化股份有限公司
- 倉佑實業股份有限公司
- 台灣蠟品股份有限公司
- 霖宏科技股份有限公司
- 嘉鋼精密工業股份有限公司
- 齊普生鮮超市
- 千葉火鍋
- 康揚輔具
- 佳味珍食品（恩德發有限公司，專賣白醋（美乃滋，嘉義人俗稱白醋））
- 谷王食品（知名麵筋工廠）

### 金融業
- 京城商業銀行民雄分行
- 臺灣土地銀行民雄分行
- 臺灣中小企業銀行證券商民雄分公司
- 臺灣中小企業銀行民雄分行
- 臺中商業銀行民雄分行
- 民雄鄉農會(本會、菁埔分部、山中分部、興南分部、秀林分部、北斗辦事處、三興分部)
- 合作金庫商業銀行民雄分行（尚未營業）[27]

### 保險業
- 國泰人壽保險股份有限公司民雄展業課
- 新光人壽保險股份有限公司民雄收費處
- 富邦人壽保險股份有限公司嘉恩通訊處
- 富邦人壽保險股份有限公司民雄獨立課

### 工業
- 國家中山科學研究院-航太暨無人機院區[28]（興建中）
- 民雄工業區
- 頭橋工業區

### 特產
- 鵝肉
- 鳳梨、鳳梨酥
- 金桔
- 桔餅
- 番石榴
- 番茄、聖女小番茄

### 小吃
- 桂林手工包子
- 阿吉麵攤
- 南意麵
- 民雄肉包
- 旺萊山鳳梨酥
- 民雄鵝肉
- 椪皮麵（炸豬皮麵）

## 宗教信仰

### 民間信仰
- 縣定古蹟民雄大士爺廟（嘉義縣定古蹟），位於中樂村中樂路81號。
- 慶誠宮：創立於嘉慶十四年，主祀天上聖母，位於中樂村中樂路64號。
- 保安宮騎虎王廟：位於中樂村文化路37號。
- 雙援玄聖宮：創立於清代，重建於1983年，主祀開漳聖王，位於平和村雙援16之1號。
- 民雄保生大帝廟：創立於乾隆十九年，主祀保生大帝，位於西安村民族路54號。
- 廣安宮：創立於1736年，主祀三山國王，位於興中村江厝店12號。
- 順天宮：建廟於道光二十八年，主祀池府千歲，源自南鯤鯓代天府，位於中央村田中央77號。
- 好嘉宮：創立於1933年，主祀保生大帝，位於平和村頂店仔7之1號。
- 穀豐宮（五穀王廟）：主祀五穀先帝，又稱神農大帝，同祀五府千歲、開臺聖王、司命灶君、太乙真人，位於豐收村好收38號[29]。
- 德和禪寺：初稱「德和佛堂」，原屬龍華齋教，現為佛教道場，位於東榮村中庄25號。[30]
- 海恩淨寺，位於松山村松子脚27之2號。[31]

### 基督信仰

#### 台灣基督長老教會

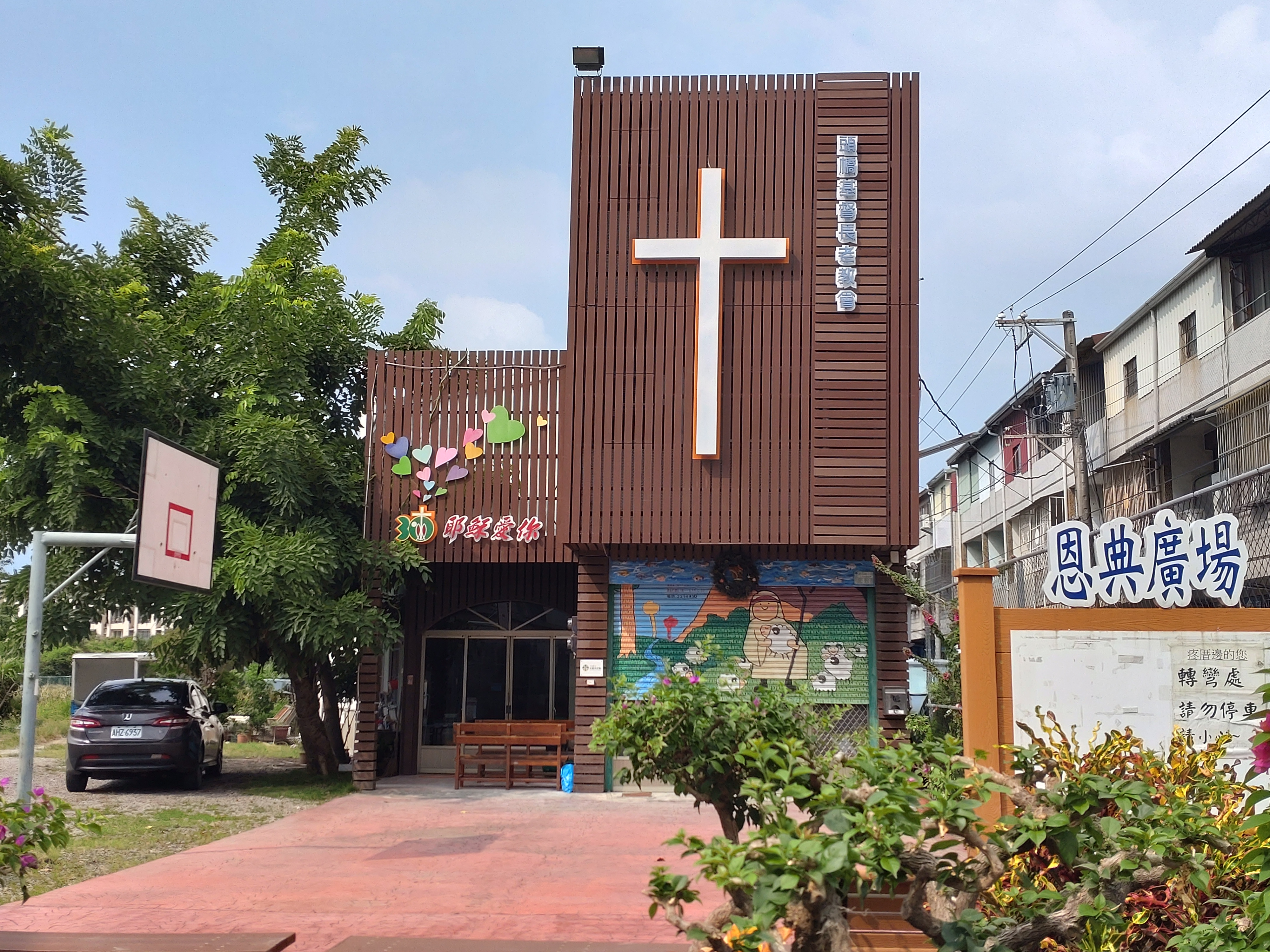
頭橋教會禮拜堂及廣場
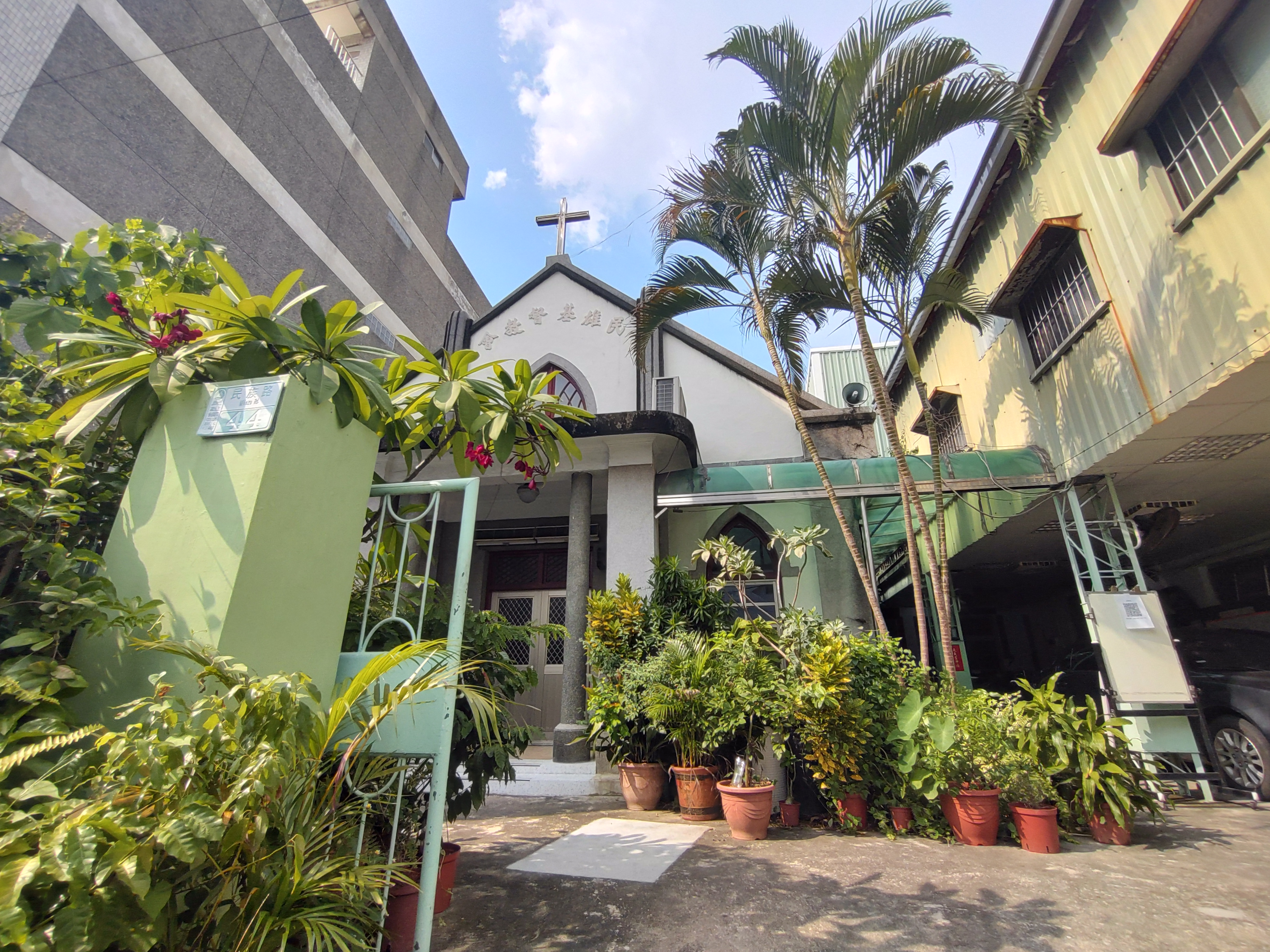
民雄教會禮拜堂及中庭
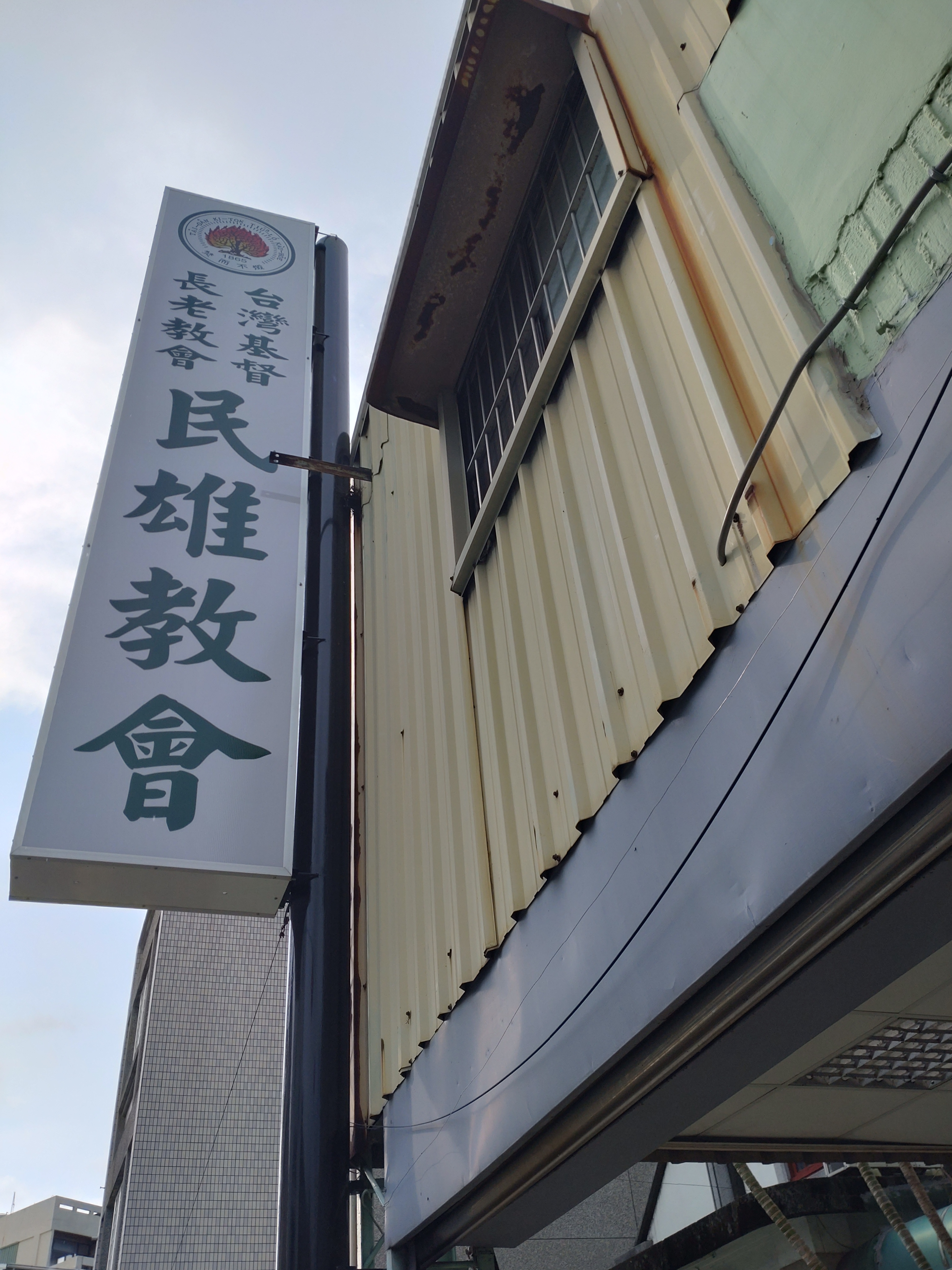
民雄教會路側看板

- 頭橋長老教會：頭橋地區的基督信仰中心，位於福樂社區內，由西門教會分設[32]。。
- 民雄長老教會：民雄最早的基督教會，擁有113年歷史，由嘉義東門教會分設，為民雄市區、民雄東部大崎腳及溪口鄉之基督信仰中心[33]。
- 台灣基督長老教會嘉義中會嘉義大專學生中心：位於三興村，國立中正大學對面。

#### 其他基督教會
- 民雄鄉召會：約為1989年設立，地址設於建國路二段省道旁巷弄，另於三興村亦有大專學生中心的設置，人數約為百餘人。
- 台灣信義會雙福教會
- 民雄靈糧堂
- 傳愛浸信會
- 真耶穌教會民雄教會
- 雙福教會嘉大民雄牧區

#### 天主教會
- 小德蘭天主堂：位於文化路28-1號，教會本身有103年歷史，禮拜堂則有68年歷史。

## 教育

### 大專院校
- 國立中正大學及（協志校區）
- 國立嘉義大學（民雄校區）
- 吳鳳科技大學

### 高級中學
- 嘉義縣私立協同高級中學
- 國立民雄高級農工職業學校

### 國民中學
- 嘉義縣立民雄國民中學
- 嘉義縣立大吉國民中學

### 國民小學
- 嘉義縣民雄鄉民雄國民小學
- 嘉義縣民雄鄉三興國民小學
- 嘉義縣民雄鄉東榮國民小學
- 嘉義縣民雄鄉松山國民小學
- 嘉義縣民雄鄉福樂國民小學
- 嘉義縣民雄鄉大崎國民小學
- 嘉義縣民雄鄉秀林國民小學
- 嘉義縣民雄鄉興中國民小學
- 嘉義縣民雄鄉菁埔國民小學

## 交通

### 鐵路

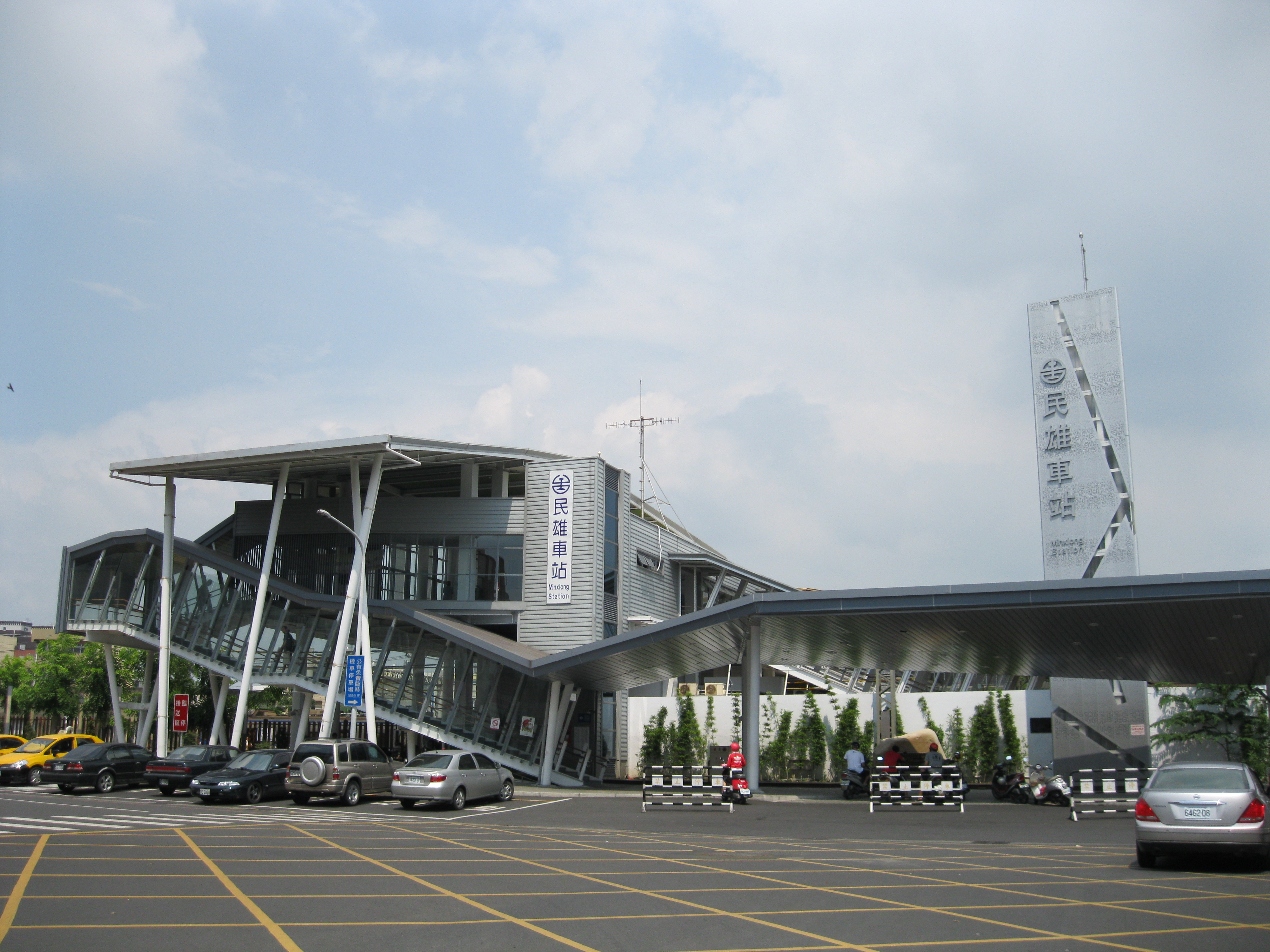
民雄車站

臺灣鐵路公司
- 縱貫線
  - 民雄車站（規劃改建為高架化車站）
  - 頭橋車站（規劃高架化車站）

### 公車資訊

#### 嘉義市公車
| 路線         | 業者     | 行先                                         | 停靠站             |
| ------------ | -------- | -------------------------------------------- | ------------------ |
| 忠孝新民幹線 | 國光客運 | 忠孝新民幹線(紅線) （忠孝北街—勞工育樂中心） | 民雄工業區服務中心 |

#### 嘉義縣市區公車
- 嘉義縣公車處
  - 102 嘉義－埤角－松仔腳
  - 106 嘉義－中正大學－故宮南院－高鐵嘉義站（台灣好行故宮南院線）

#### 公路客運
- - 7304 嘉義－大林－梅山
  - 7305 嘉義－檳榔宅
  - 7306 梅山－雙溪－民雄
  - 7309 嘉義－中正大學－南華大學
  - 7315 嘉義－瑞峰
  - 7316 嘉義－溪口－崙子
- 員林客運
  - 6880 嘉義－西螺
- 統聯客運
  - 7005 民雄－中正大學－台北
- 嘉義客運
  - 7202 嘉義－民雄－北港
  - 7203 嘉義－土庫
  - 7204 嘉義－溪口
  - 7217 嘉義－蒜頭
  - 7700 嘉義－斗六（與臺西客運聯營）
  - 7701 嘉義－麥寮（與臺西客運聯營）
- 臺西客運
  - 7700 嘉義－斗六（與嘉義客運聯營）
  - 7701 嘉義－麥寮（與嘉義客運聯營）

### 公路
- 中山高速公路
  - 257 民雄 民雄交流道（接縣道164號）
- 福爾摩沙高速公路
  - 290 竹崎 竹崎交流道（接縣道166號）
- 台1線：大林鎮－民雄鄉－嘉義市
- 縣道162乙線：大林鎮－民雄鄉
- 縣道164號：新港鄉－民雄鄉正大路
- 縣道166號：新港鄉－民雄鄉－竹崎鄉

### 公共自行車
嘉義縣公共自行車租賃系統是嘉義縣政府推動的自行車租賃系統，2023年開始規劃建置，由微笑單車股份有限公司得標，2024年7月3日開始試營運，民雄鄉已於2024年7月3日啟用「YouBike公共自行車系統」。資料截至2024年12月5日，YouBike 2.0系統已在民雄鄉設有21個租賃站點，可甲地借車、乙地還車 ，提供民眾租借使用。

## 觀光旅遊

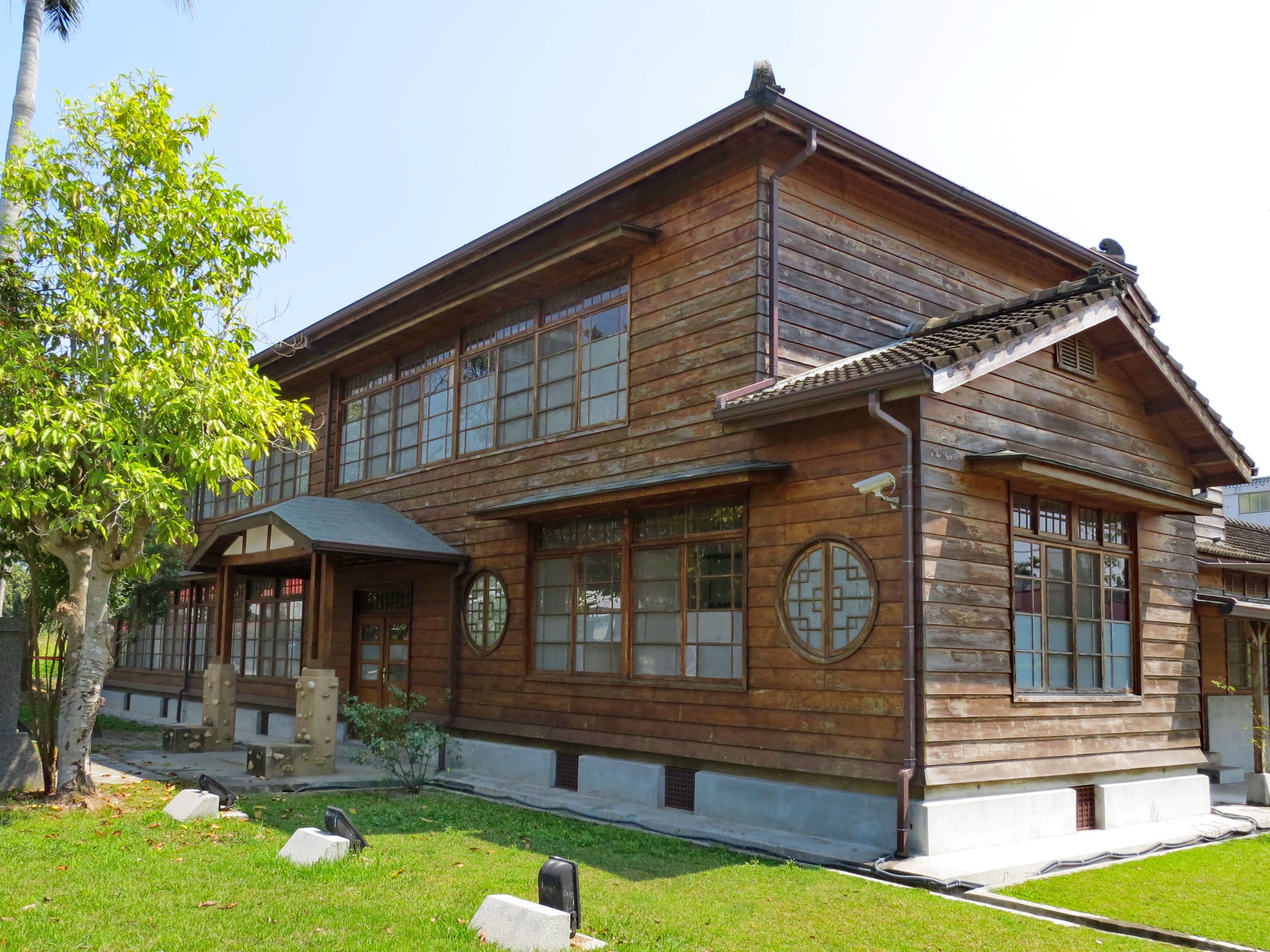
國家廣播文物館中央廣播電臺民雄分臺日式招待所

- 民雄金桔觀光工廠[42]
- 旺萊山鳳梨文化園區[43]
- 國家廣播文物館
- 嘉義縣表演藝術中心
- 民雄星巴克（歐式教堂風格）
- 嘉義酒廠．酒類文物館
- 穀盛酢鄉文物館
- 民雄鬼屋（劉家古宅）
- 民雄鬼屋咖啡
- 永勝小丸子健康工廠
- 卡普秀時空膠囊觀光工廠（醫美研發中心）
- 松田崗蒙古渡假村[44]
- 三隻小豬觀光農場

## 圖集

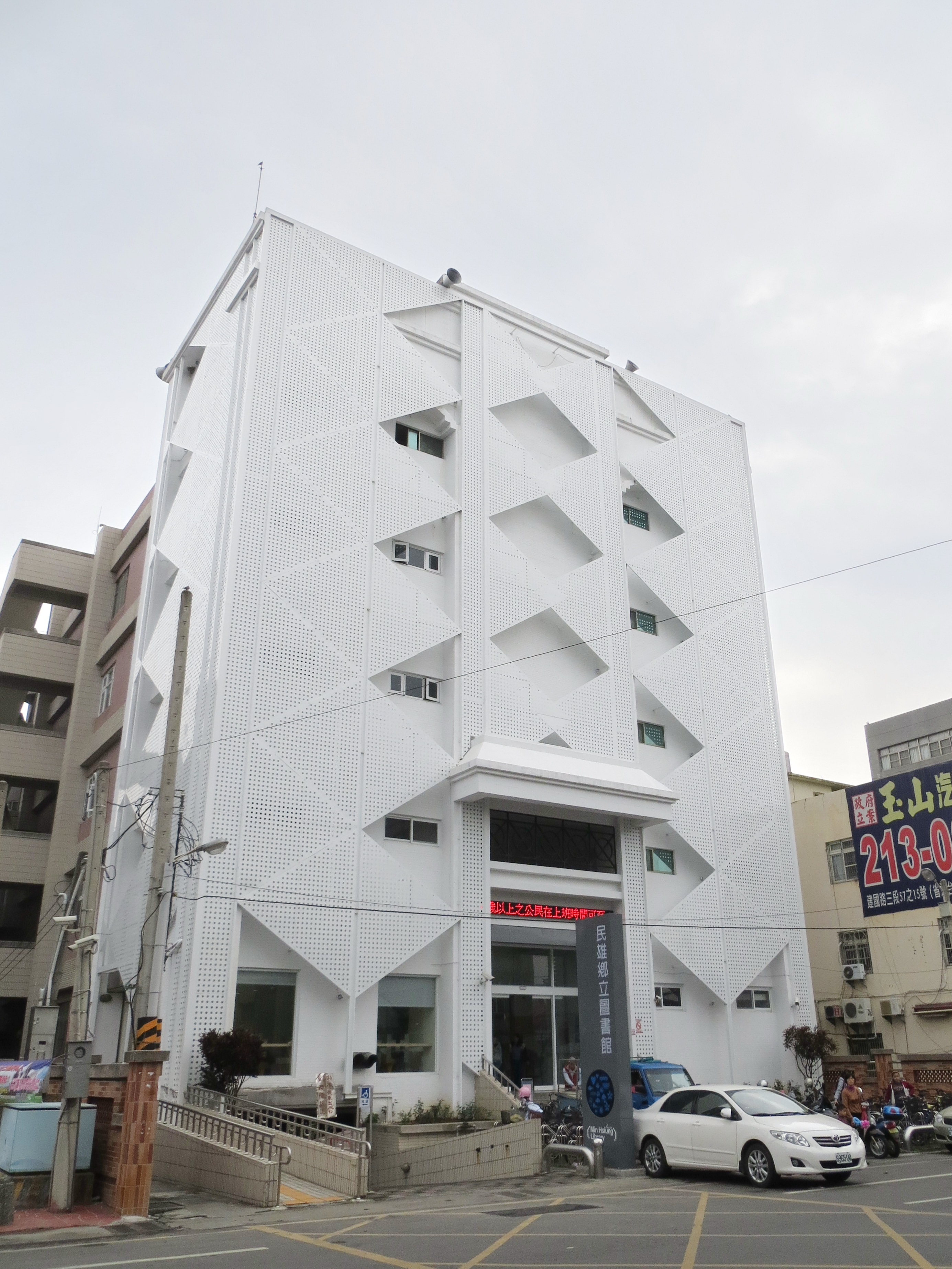
民雄鄉立圖書館
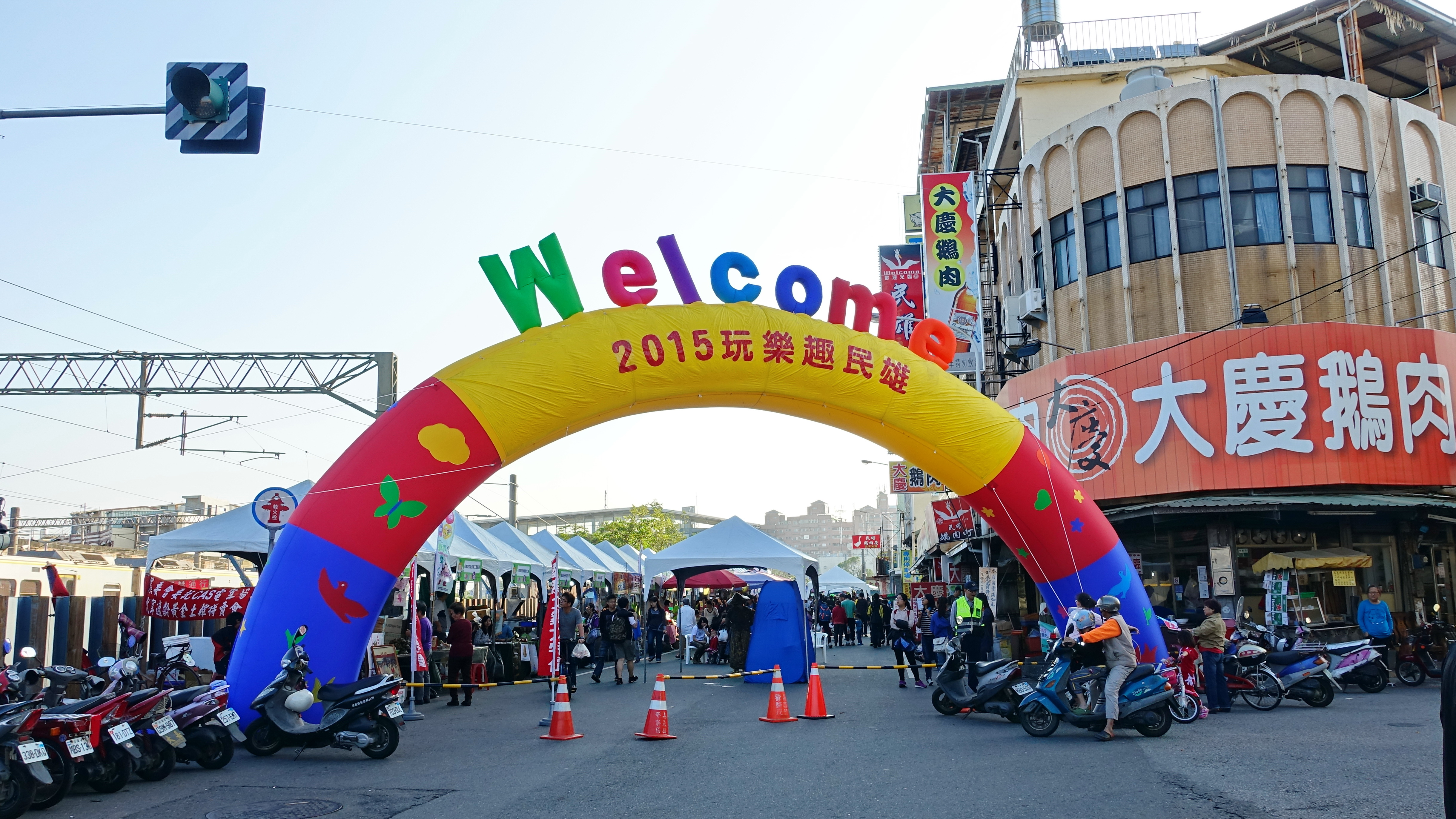
2015嘉義縣民雄產業暨觀光文化季「玩樂趣民雄」
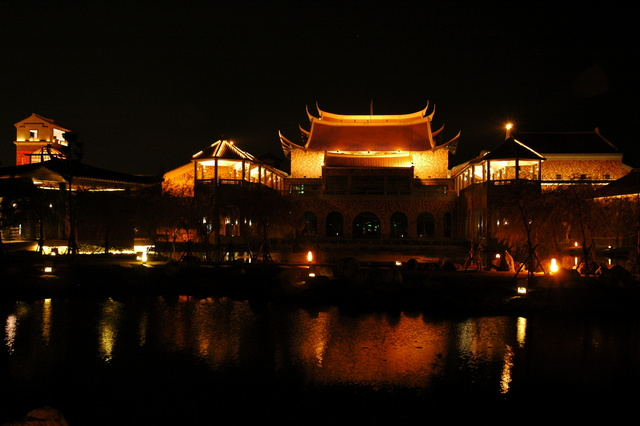
嘉義縣表演藝術中心
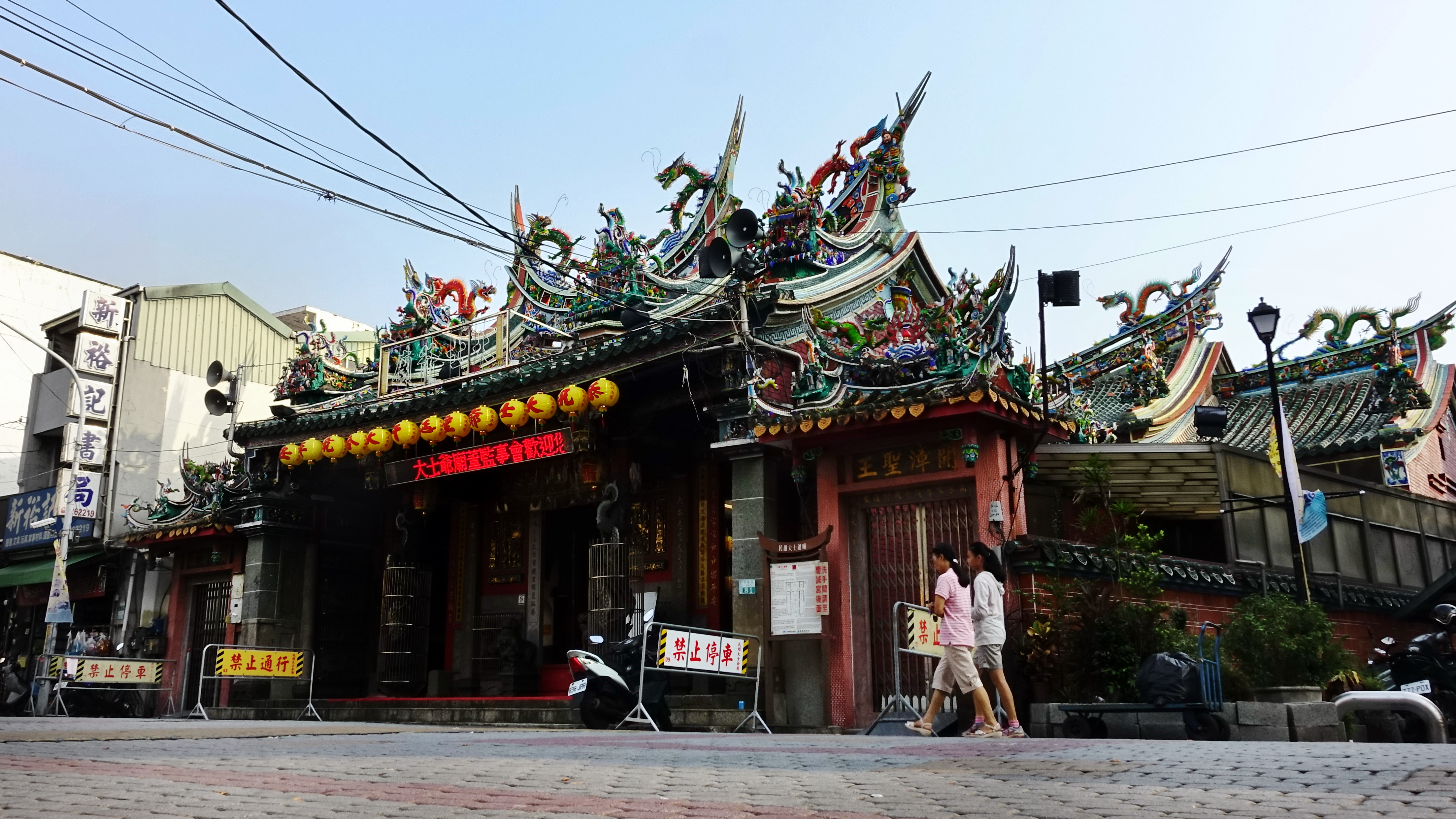
大士爺廟
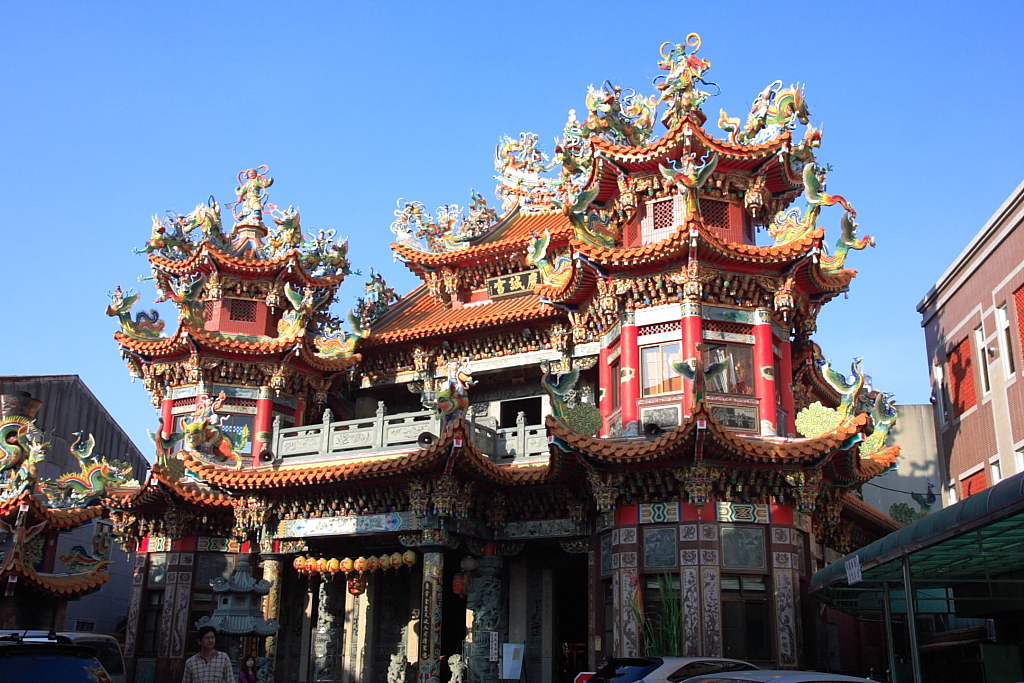
慶誠宮

## 外部連結
- 民雄鄉公所 （页面存档备份，存于）
- 民雄鄉景點 （页面存档备份，存于）
- 嘉義縣表演藝術中心 （页面存档备份，存于）